# Kunstharzfarbe
Kunstharzfarben und -lacke sind moderne Anstriche (Wandfarben oder Lacke), die als Bindemittel ein aus Mineralöl synthetisiertes Harz – ein sogenanntes Kunstharz – verwenden.

## Eigenschaften
Potentielle Vorteile sind:
- preisgünstig:  Mineralöl ist im Vergleich zu natürlichen Ölen immer noch sehr preisgünstig, homogen und reichlich vorhanden
- leichte und ungefährliche Verarbeitung
- hohe Deckkraft
- schnelle Trocknung:  insbesondere Lacke brauchten früher Tage oder Wochen um auszutrocknen
- hohe Elastizität
- haften auf einer Vielzahl von, und insbesondere glatten, Untergründen
- hohe Abriebfestigkeit
- hohe Wasserfestigkeit oder, falls gewünscht, gute Durchlässigkeit für Wasserdampf

## Kunstharzfarben
Zur Gruppe der Kunstharzfarben gehören:
- Acrylfarbe
- Alkydharzlack
- moderne Latexfarbe:  d. i. eine Sonderform der Dispersionsfarbe, die keinen Latex mehr enthält
- Dispersionsfarbe
- Nitrozelluloselacke

## Keine Kunstharzfarben
Dagegen verwenden folgende Anstriche ein „natürliches“, d. h. nicht aus Mineralöl synthetisiertes, Bindemittel:
- Geigenlack
- Mineralfarbe
- die meisten Ölfarben oder -lacke:  das verwendete Öl ist in der Regel nicht-mineralisch
- Kalkfarbe
- Schellack
- Siegellack:  ist zwar ein Lack, wird aber eher selten als Anstrich verwendet;  hier der Vollständigkeit halber aufgeführt
- Spirituslack
- Kaseinfarbe
- Urushi, ein japanischer Lack